# Samuel Grądzki
Samuel Grądzki herbu Rawicz, inne formy nazwiska: Grondski, Grendy, Grendzey, de Grondi, Grondzcius, Grondzkius (ur. w Grądach pod Sanokiem, zm. ok. 1672 lub 1678 w Siedmiogrodzie) – kronikarz polski, korespondent, historyk, dyplomata, członek wspólnoty braci polskich, urzędnik Janusza Radziwiłła (kasztelana wileńskiego) i Karola Radziwiłła. 

## Życiorys
Urodzony około roku 1620 – syn Wojciecha, dzierżawcy, i Zofii z Dydyńskich. Znał biegle łacinę, szwedzki, węgierski i ruski. Jako palestrant przebywał prawdopodobnie w Lublinie, potem służył w wojsku kwarcianym na Ukrainie. Dzierżawił w parafii dynowskiej pod Sanokiem niewielki majątek ziemski i był właścicielem części Falejówki. Uczestniczył w wojnach kozackich za panowania Jana Kazimierza. W roku 1655 towarzyszył Stanisławowi Lubowidzkiemu, stolnikowi ciechanowskiemu, w poselstwie do Bohdana Chmielnickiego pod Przeworsk. Szerszą działalność polityczną Grądzki rozwinął już w 1655, od którego sam już o sobie zaczął pisać w swej Historia belli cosacco-polonici. Początkowo zwolennik Jana Kazimierza, następnie Karola Gustawa, trafił ostatecznie na dwór Jerzego II Rakoczego, notował informacje, sięgał do dawnych rękopisów. Zaprzyjaźnił się tam z Wolfgangiem i Janem Bethlenami oraz wodzem Rakoczego Janem Kemennym, u którego przyjął gościnę. 
Razem z członkiem wspólnoty braci polskich Władysławem Lubienieckim, byli uczestnikami zjazdu rozbiorowego na którym podpisano Traktat w Radnot. Grądzki brał udział w wyprawie Rakoczego na Polskę w 1657 roku, w charakterze przewoźnika i doradcy. Pod Przemyślem wstawił się u Rakoczego, chcąc uratować miasto od zniszczeń i grabieży. Był sekretarzem Rakoczego, następnie Michała Apafiego, wojewody siedmiogrodzkiego. Brak udziału ze strony siedmiogrodzkiej w rokowaniach o okup Przemyśla i w oblężeniu Torunia. Był autorem dzieła, Historia belli cosacco-polonici. Na okładce tego dzieła Hauser znalazł dokumenty o oblężeniu Przemyśla.

## Twórczość
- Historia belli cosacco-polonici, powst. ok. 1672, wyd. K. Koppi, Peszt 1789, drukarnia F. A. Patzko; fragmenty przekł. polski wyd. E. Świeżawski w książce Złota przędza, t. 4, Warszawa 1887, s. 546-549
- Epitome praecipuarum rerum ab infelici clade Mohácsiana seu ab anno 1526-1663 circa Hungariam et Transylvaniam gestarum, nie wydano, fragm. przedmowy ogł. A. Prochaska "Nie wydane dzieło S. Grądzkiego", Przegląd Historyczny 1913, t. 17, s. 124; rękopis Biblioteka Muzeum Węgierskiego w Budapeszcie, nr 1110 Fol. Lat.; wiad. o odpisach podaje A. Przyboś "Samuel Grądzki...", Małopolskie Studia Historyczne 1959, z. 1, s. 21-22, (historia Siedmiogrodu, spisana w dużej mierze na podstawie kroniki siedmiogrodzkiej Wolfganga Bethlena)